# Tolna (Dakota Północna)
Tolna – miasto w Stanach Zjednoczonych, w stanie Dakota Północna, w hrabstwie Nelson.